# Édouard Manet
Édouard Manet (Pariz, 23. siječnja 1832. – Pariz, 30. travnja 1883.), francuski slikar i grafičar, realist i impresionist; jedna od prvih osoba moderne umjetnosti.

## Životopis
Rođen je u Parizu, kao sin visokog dužnosnika francuske vlade, u obitelji koja se htjela baviti pravom. No, ujak ga je od malena vodio u Louvre te ohrabrio da se počne baviti slikarstvom. Nakon što nije prošao na ispitu za mornaricu, bio je učenik akademskog slikara Thomasa Couturea. Kopirao je djela velikih majstora u Louvreu, a na putovanjima kroz Njemačku, Italiju i Nizozemsku na njega su utjecali nizozemski slikar Frans Hals i španjolski Diego Velázquez i Francisco Goya. Najviše je slikao teme koje su tada bile prisutne u realizmu, a to su bili prosjaci, pjevači, Romi, ljudi u kafićima i sl. Prihvatio je izravnu i smjelu slikarsku tehniku u realističnom tretmanu svojih motiva. 
Proslavio se slikama Olimpija i Doručak na travi, koje su nakon prvog izlaganja u javnosti početkom druge polovice 19. stoljeća svojim temama i kompozicijom izazvale kulturni skandal. Doručak na travi prikazuje piknik u šumi s nagom ženskom figurom u sjedećem položaju u društvu dva obučena muškarca, što je trenutačno privuklo ogromnu pažnju, ali je kritika diskreditirala. Maneta mladi umjetnici proglašavaju vođom te postaje središnja figura u sporu između akademskog slikarstva s jedne, i buntovničke umjetničke grupe slikara, s druge strane. Maneta ipak priznaje službeni Salon 1864. godine, koji mu priznaje dvije slike, i 1865. godine on izlaže „Olimpiju“, portret nage žene zasnovan na Tizianovom prikazu Venere. Ova slika ponovo izaziva veliku pozornost i protest akademskih krugova zbog takozvanog „neortodoksnog realizma“.
Francuski pisac Emil Zola je 1866. godine dao vrlo pozitivne kritike Manetove umjetnosti u francuskom listu „Figaro“ i ubrzo je postao Manetov bliski prijatelj. Manet je služio kao časnik u francuskoj vojsci od 1870. do 1871. god. tijekom francusko-pruskog rata. Po povratku pada pod utjecaj impresionista, pa najveću pozornost pridaje svjetlosnim i atmosferskim efektima i slika snažnim bojama cijelog spektra. Bio je prijatelj s impresionistima Degasom, Monetom, Renoirom, Sisleyem, Cézanneom, te Pissarrom, ali nikad nije sudjelovao u njihovim zajedničkim izložbama, zbog toga što nije želio biti viđen kao predstavnik skupnog identiteta, i zbog toga što se nije slagao s njihovim protivljenjem izlaganju u pariškom Salonu.
Umjetničko priznanje dobiva tek u kasnim godinama, kada su njegovi portreti postali izuzetno traženi. Jedna od njegovih posljednjih slika izložena je u Salonu 1882. god. i njegov stari prijatelj, koji je u to vrijeme bio ministar Primijenjenih umjetnosti, dodelio mu je Orden legije časti. 
Manet je umro u Parizu 30. travnja 1883. godine, ostavivši pored mnogobrojnih akvarela i pastela, 420 ulja na platnu.

## Galerija
- Glazba u Tulleríasu, 1862., Nacionalna galerija, London.
- Mali frulaš, 1866., d'Orsay, Pariz.
- Smaknuće cara Maksimilijana u Meksiku, 1868., Kunsthalle, Mannheim.
- Argenteuil, 1874.
- Monet u svom ateljeu na rijeci, 1874., Nova pinakoteka, München.
- Bar u Folies-Bergère, 1882., London.
- Klematide u kristalnoj vazi, d'Orsay.
- Emil Zola